# گوزوف (شهرستان ژیراردوف)
گوزوف (لهستانی: Guzów؛ ‏ [ˈɡuzuf]) یک روستا در لهستان است که در گمینا ویسکیتکی واقع شده‌است.